# National Geographic (Canada)
National Geographic, anciennement National Geographic Channel, est une chaîne de télévision canadienne spécialisée de catégorie B (classement canadien des chaînes de télévision spécialisées) en langue anglaise qui diffuse essentiellement des documentaires sur la nature et sur la science, mais également sur la culture et l'histoire. Elle appartient à Corus Entertainment (64 %) et National Geographic Society (36 %). C'est une chaîne déclinée de la chaîne éponyme.

## Histoire
La chaîne a été lancée le 15 août 2001 par Alliance Atlantis et diffuse la programmation indépendamment de la version américaine. Canwest a acheté les parts de Alliance Atlantis en janvier 2008, qui ont été rachetés par Shaw Media en octobre 2010.
Une version haute définition a été lancée le 19 décembre 2006 et est offerte chez la majorité des distributeurs canadiens.
Une licence pour sa version en français a aussi été obtenue par Alliance-Atlantis mais n'a jamais été lancée.
Depuis le 1er avril 2016, Shaw Media appartient désormais à Corus Entertainment.

## Logo

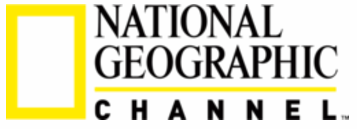
Logo de National Geographic Channel de 2001 à 2002
Logo de National Geographic Channel de 2002 à 2016
Logo de National Geographic depuis 2016